# Big Time (песня Питера Гэбриела)
«Big Time» (с англ. — «Большое время») — композиция британского рок-музыканта Питера Гэбриела, четвёртый сингл с его пятого альбома So. «Big Time» стал вторым синглом в карьере Гэбриела, который попал в Top-10 американского чарта Billboard Hot 100, добравшись до 8-го места.

## Музыкальное содержание
Бас-гитарист Тони Левин и барабанщик Джерри Маротта сделали звучание баса в этой песне уникальным. Они играли вместе на безладовой гитаре: Левин зажимал струны, а Маротта стучал по ним барабанными палочками, за счёт чего удалось добиться характерного плотного звучания. Вдохновлённый этим звуком, Левин позднее изобрёл т. н. фанк-фингерс, которые представляли собой наконечники барабанных палочек, которые прикреплялись к пальцам для достижения аналогичного звука бас-гитары на концертах. Основным барабанщиком в этой песне выступил Стюарт Коупленд из группы The Police, бэк-вокал исполнили Пи Пи Арнольд, Корал Гордон и Ди Льюис, которые до этого также были дополнительными вокалистами в композиции «Sledgehammer».

## Музыкальное видео
Визуальный стиль видеоклипа «Big Time» был очень схож в видео для песни «Sledgehammer», в нём использовалась та же технология кукольной и пластилиновой анимации, созданная Дэвидом Дэниелсом из компании Bent Image Lab. Режиссёром видеоклипа выступил Стивен Р. Джонсон, продюсером — Пруденс Фентон. Клип был снят в студии Питера Уоллаха, также в его создании участвовал художник Уэйн Уайт.

## В популярной культуре
«Big Time» использовалась в качестве основной музыкальной темы спортивного шоу Рестлмания 22.
В качестве би-сайда «Big Time» была выпущена песня «Curtains», которая также фигурировала на сингле «Don’t Give Up». В 2004 году её перезаписанная версия была использована для видеоигры Myst 4: Revelation.

## Список композиций
| 7" UK 1. Big Time (7" edit) 2. Curtains 12" UK 1. Big Time (extended version) 2. Big Time (7" edit) 3. Curtains Cassette single UK 1. Big Time (extended version) 2. Curtains 3. No Self Control (live version) 4. Across the River | CD-single UK 1. Big Time (extended version) 2. Curtains 3. No Self Control 4. Across the River 5. Big Time (7" edit) 7" USA 1. Big Time 2. We Do What We're Told 12" USA 1. Big Time (dance mix) 2. In Your Eyes (special mix) 3. We Do What We're Told |

## Чарты
| Чарт (1987)                        | Высшая позиция |
| ---------------------------------- | -------------- |
| Австралия (Kent Music Report)      | 37             |
| Бельгия/Фландрия (Ultratop 50)     | 19             |
| Канада (RPM Top Singles)           | 15             |
| Германия (GfK)                     | 38             |
| Ирландия (IRMA)                    | 11             |
| Италия (FIMI)                      | 46             |
| Нидерланды (Dutch Top 40)          | 24             |
| Нидерланды (Single Top 100)        | 25             |
| Новая Зеландия (Recorded Music NZ) | 19             |
| Великобритания (OCC UK Singles)    | 13             |
| США (Billboard Album Rock Tracks)  | 3              |
| США (Billboard Hot 100)            | 8              |
| США (Cash Box)                     | 8              |

| Чарт (1987)              | Позиция |
| ------------------------ | ------- |
| Canada Top Singles (RPM) | 91      |
| US Billboard Hot 100     | 75      |